# Apopka
Apopka är en stad (city) i Orange County, i delstaten Florida, USA. Enligt United States Census Bureau har staden en folkmängd på 42 467 invånare (2011) och en landarea på 80,9 km².